# Olle Danielsson (friidrottare)
Olof (Olle) Gustaf Arne Danielsson, född 20 april 1912 i Kung Karls församling, Västmanlands län, död 12 oktober 1999 i Danderyds församling, Stockholms län, var en svensk kortdistanslöpare.
Danielsson vann SM på 400 meter 1936 och 1937, tävlande för Westermalms IF. Vid de olympiska spelen i Berlin 1936 blev han utslagen i kvartsfinal på 400 meter och deltog även i det svenska stafettlaget på 4x400 meter som kom femma.